# Louise Fleury
Pour les articles homonymes, voir Fleury.
Louise Fleury, née le 8 août 1997 à L'Aigle, est une footballeuse française évoluant au poste d'attaquante au FC Nantes.

## Carrière

### Carrière en club
Louise Fleury évolue dans sa jeunesse à l'US Rugles et au FC Pays Aiglon. En 2012, elle rejoint l'EA Guingamp ; elle y réalise ses débuts en première division lors de la saison 2013-2014. En juillet 2016, elle prolonge son contrat avec le club breton de quatre saisons, la liant ainsi à l'EA Guingamp jusqu'en 2020. En juin 2022, elle s'engage au Paris FC pour trois saisons.

### Carrière en sélection
Elle compte six sélections en équipe de France des moins de 19 ans entre 2015 et 2016, six sélections en équipe de France des moins de 20 ans en 2016, sept sélections en équipe de France B entre 2018 et 2019, puis deux sélections en équipe de France des moins de 23 ans en 2021.

## Palmarès
Avec la sélection nationale, elle remporte le championnat d'Europe des moins de 19 ans 2016, et atteint la finale de la Coupe du monde des moins de 20 ans 2016 ainsi que du championnat d'Europe des moins de 19 ans 2017.